# Дегустация кофе

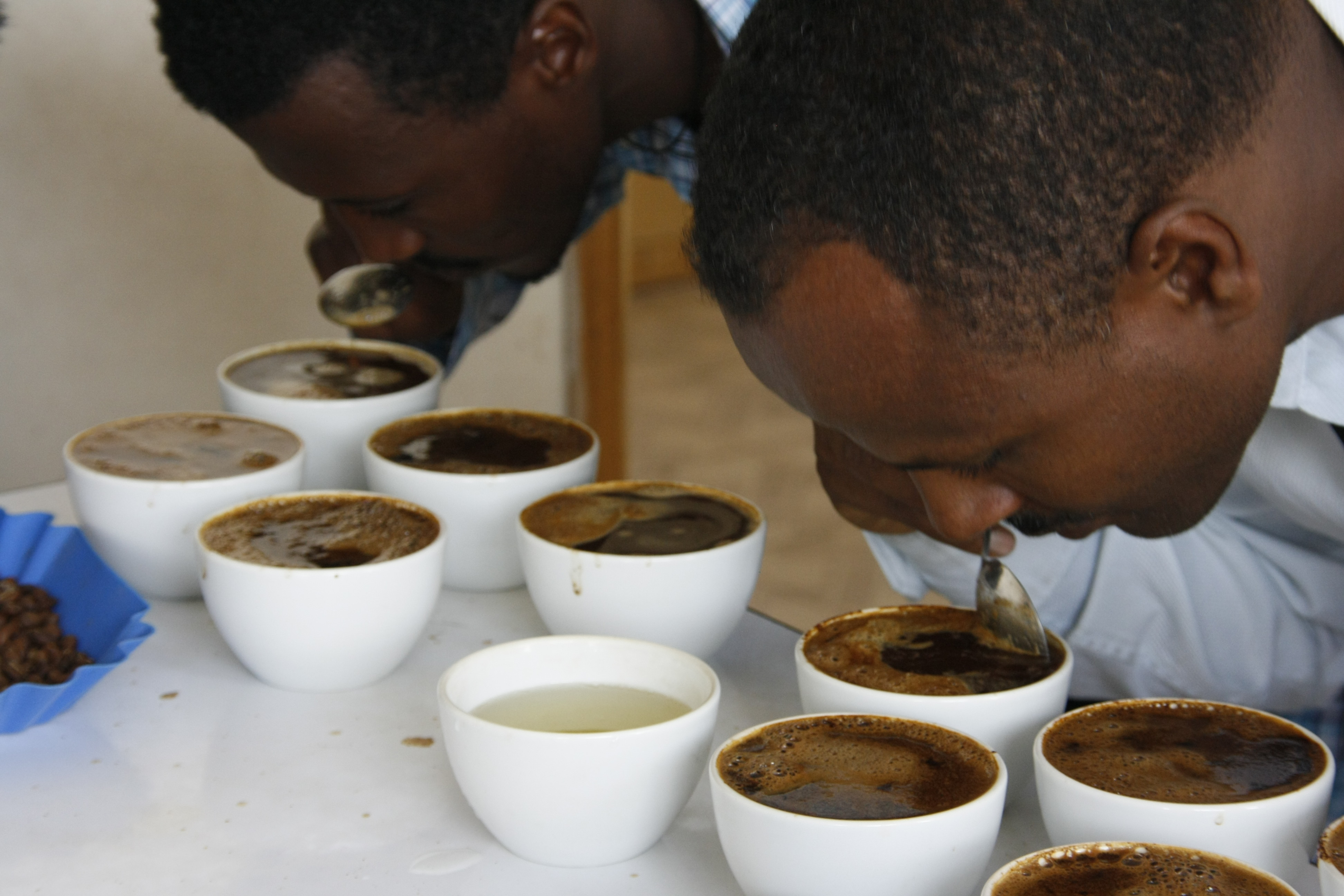
Дегустаторы кофе в Эфиопии

Дегустация кофе — разновидность дегустации, тестирование вкусовых качеств, а также визуальная и обонятельная оценка кофейного напитка. Зачастую при дегустации происходит также оценка кофейных зёрен, их размера, цвета и формы.
К дегустации могут быть представлены напитки не только из молотого, но и из растворимого кофе, однако во втором случае вместо аромата (который у растворимого кофе весьма слаб) оценивается только вкус напитка. Если происходит дегустация нескольких напитков с целью их сравнения, то предполагается, что все образцы кофе должны быть одного помола и одной степени обжарки.
Существуют профессиональные дегустаторы кофе, чьи оценки используются для отбора и классификации сортов кофе. Профессиональная терминология для оценки качества кофе включает сотни терминов. Отдельные профессионалы при дегустации в состоянии определить страну и даже плантацию, с которой был собран оцениваемый кофе.

## Стадии дегустации

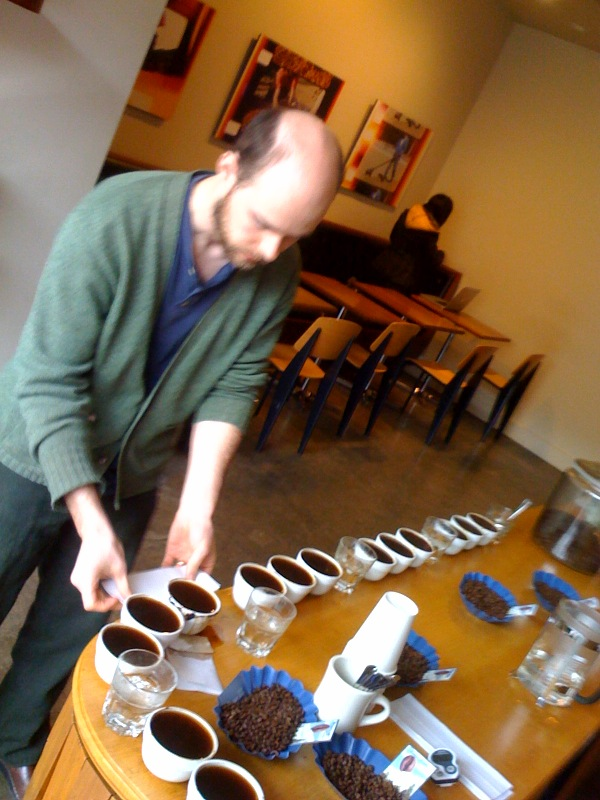
Ежедневная работа профессионального дегустатора в Портленде

- Подготовка, в ходе которой для дегустации готовят образцы кофе и необходимое оборудование: одинаковые чашки и ложки, стакан с холодной водой, в котором моют ложки и стакан с питьевой водой, комнатной температуры[2].
- Визуальная оценка проходит при совершенно неподвижной чашке, осмотр проходит примерно 15 секунд. Если оценивается эспрессо, то он должен иметь пенку орехового цвета с тёмно-коричневыми разводами. Текстура должна быть очень плотной с маленькими пузырьками[4]. Не должно быть больших пузырей, белых пятен, также через пену не должно быть видно сам напиток. Если пенка имеет сероватый цвет, значит в кофе используют заметное количество робусты[4].
- Обонятельная оценка. В начале дегустатор нюхает кофе не перемешивая, затем может помешать его. Если происходит групповая дегустация, то перемешивание кофе обычно происходит только после указа руководителя группы. Во время обонятельной оценки дегустатор нюхает напиток всего несколько секунд, после этого идёт оценка, возможно с письменным заполнением карточки, такая оценка может проводиться несколько раз подряд[4].
- Вкусовая оценка — в рот берётся небольшое количество напитка и оценивается уровень кислотности и вкуса, а также насыщенность кофе. После этого кофе либо глотают[4], либо (при профессиональной дегустации) выплёвывают в специально предназначенный для этого резервуар[1]. Последнее связано с тем, что профессиональным дегустаторам приходится оценивать до 400 чашек кофе в день, а такое количество кофеина может быть опасным[1].